# Marne-la-Vallée
Marne-la-Vallée es una ciudad planificada francesa de la región de Isla de Francia.
La ciudad acoge el complejo turístico Disneyland Paris, abierto al público desde 1992.
La nueva ciudad se desarrolló a partir del decenio de 1960, cuando se elaboró el primer plan maestro de desarrollo y urbanismo (SDAU) y se confió a Paul Delouvrier, Delegado General del Distrito de la región parisina de 1961 a 1969, que era considerado como el padre de las nuevas ciudades de Francia.
En 2016, tenía un total de 316 171 habitantes en 171,24 km², es decir, una densidad media de 1846 habitantes/km².  Los distintos municipios que componen Marne-la-Vallée fueron agrupados en diferentes intermunicipalidades

## Educación
- École nationale des ponts et chaussées

- Datos: Q1886380
- Multimedia: Marne-la-Vallée / Q1886380